# Syncarpha milleflora
Syncarpha milleflora là một loài thực vật có hoa trong họ Cúc. Loài này được (L.f.) B.Nord. miêu tả khoa học đầu tiên năm 1989.